# Villa Peking
Villa Peking of Cleyn Peking aan de Javalaan 3 is een Baarns gemeentelijk monument in de provincie Utrecht. Peking staat aan het eind van de Torenlaan, van oorsprong een zichtas van het buiten De Eult op de Pauluskerk in Baarn.

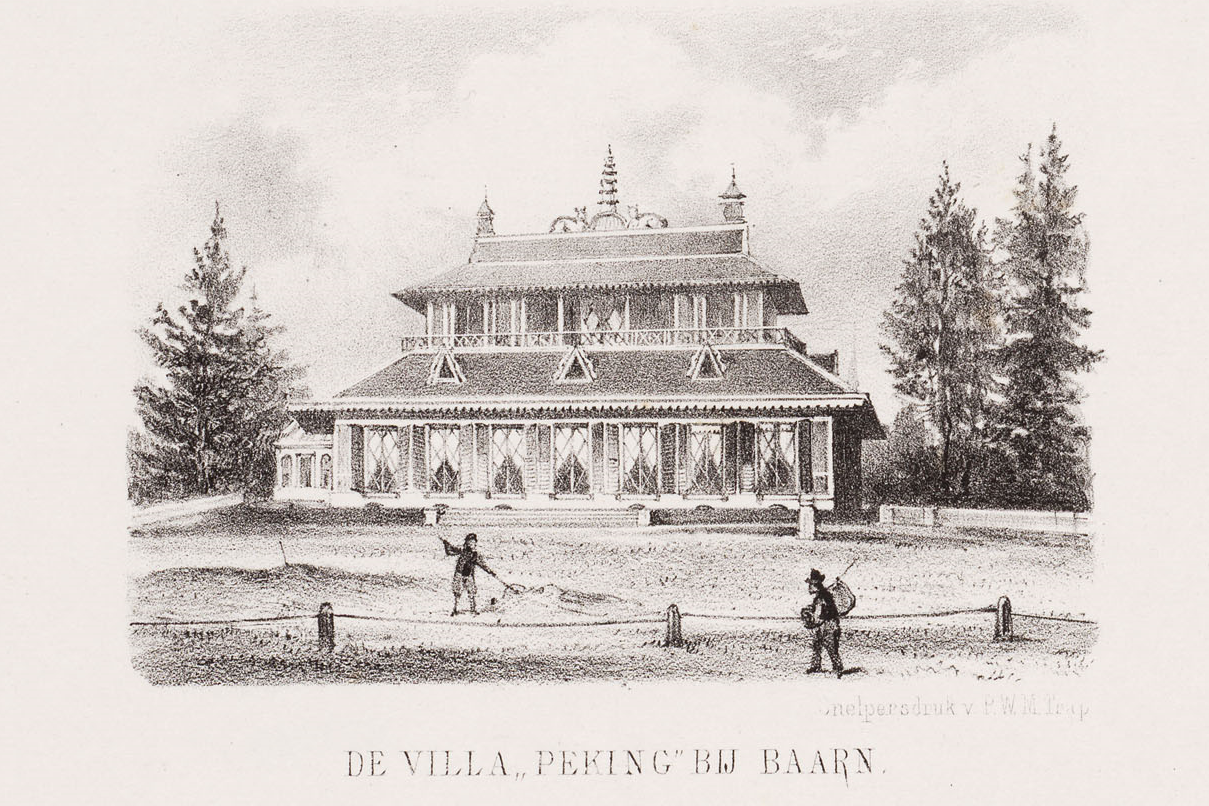
villa Peking, gesloopt in 1890

In de achtergevel zitten twee stenen, waarvan er een verwijst naar een huis dat tevoren de naam Peking droeg. Op de oudste steen staat de tekst: R. Scheerenberg Stigter van dit gebouw 9 aug. 1791. De tweede vermeldt De vernieuwing geschiedde voor Jh. B.Ph. de Beaufort in den jare 1890. Het eerste Peking werd in 1791 en 1792 gebouwd door Reinhard Scheerenberg, een Amsterdamse koopman die zijn fortuin vergaard had met handel op China. Hij besloot tot de bouw van drie landhuizen in Chinese stijl. Het was eind achttiende eeuw mode om chinoiserie te bouwen, woningen in Chinees aandoende stijl. De villa's Peking en Canton zijn ook gebouwd, maar de bouw van villa Nanking is in de Franse Tijd niet doorgegaan.
Voor de bouw werden veel exotische bouwmaterialen uit China aangevoerd en de villa's kregen landelijke bekendheid. Tot de gasten die Scheerenberg op Canton ontving behoorde ook de schilder Johan Tischbein. Om financiële redenen werden Peking en Canton verkocht aan Lodewijk Napoleon, die de villa's bij het domein van Soestdijk voegde. In 1882 kwam Peking in het bezit van burgemeester jhr. B. Ph. de Beaufort. De villa was niet praktisch in het gebruik en De Beaufort verving de villa in 1890 door een Hollandse villa.
In 1910 wordt de bewoner van villa Canton, August Janssen eigenaar. Na diens overlijden wordt het pand verhuurd en als goederenopslagplaats gebruikt. In de Tweede Wereldoorlog wordt het gebouw geblindeerd door de bezetter. Het wordt dan korte tijd gebruikt door de Nederlandse Arbeidsdienst. Na de bevrijding wordt het pand verhuurd aan de gemeente. Na verkoop in 1979 aan het Rijk wordt Peking verbouwd en gerestaureerd. Het wordt dan samengevoegd met het naastgelegen Huis Holland. Het gebouw werd nadien gebruikt als belastingkantoor. In 2012 werd huize Peking verkocht en kreeg het de bestemming verzorgingshuis.
De huidige villa in neo-renaissancestijl is niet symmetrisch ingedeeld. Het bouwjaar 1890 staat in een gedenksteen in de achtergevel en onder de topgevel aan de voorzijde staat de naam Peking. Boven de entree is een balkon, en op de bovenste verdieping een torentje. Op het dak staat links en rechts van de geveltop een oeil de boeuf.

## Eigenaren
- Eerste Peking (1791 – 1890 of eerder)
  - 1791 - Reinhard Scheerenberg
  - 1806 - Lodewijk Napoleon
  - Joan Melchior Kemper
  - 1833 - Willem II
  - 1849 - Sophie van Oranje-Nassau
  - 1882 - Baarnsche Bouwterrein Maatschappij
  - 1882 - B. Ph. de Beaufort
- Tweede Peking (1890 – heden)
  - 1898 - Henriette de Beaufort
  - 1910 - August Janssen
  - 1948 - inspectie en ontvanger der directe belastingen
  - 1991 - eenheid Particulieren van de belastingen
  - 2012 - woonzorglocatie van Portaal Woningcorporatie[3]